# Lewin Brzeski (stacja kolejowa)
Lewin Brzeski – stacja kolejowa w Lewinie Brzeskim, w województwie opolskim, w Polsce.

## Ruch pasażerski
| Rok  | Wymiana pasażerska na dobę |
| ---- | -------------------------- |
| 2017 | 1 000-1 500                |
| 2022 | 1 000-1 500                |